# Клеры
Клер (или Клэр; англ. Clare) — английский дворянский род нормандского происхождения в Средние века, боковая ветвь Нормандской династии. Его представители носили титул графов Хартфорд, графов Глостер (старшая линия) и графов Пембрук (младшая линия). Клеры играли ведущие роли в политической истории Англии конца XI — начала XIV веков: они принимали активное участие в нормандском завоевании Англии, нормандской экспансии в Уэльсе и Ирландии, движениях английских баронов в начале и середине XIII века. Основные владения рода располагались в Валлийской марке (Пембрукшир, Кередигион, Гламорган), а также в Ирландии (Килдэр, Клэр, Килкенни), Нормандии, Суффолке, Глостершире и Эссексе. В начале XIV века дом де Клер обладал наибольшими земельными владениями среди всех английских аристократических родов. Прямая мужская линия дома пресеклась в 1314 году, после чего земли де Клеров были разделены между потомками сестёр последнего графа Хартфорда (семьи Диспенсеров, Мортимеров и де Бургов). К дому де Клер восходит название современного ирландского графства Клэр.

## Происхождение

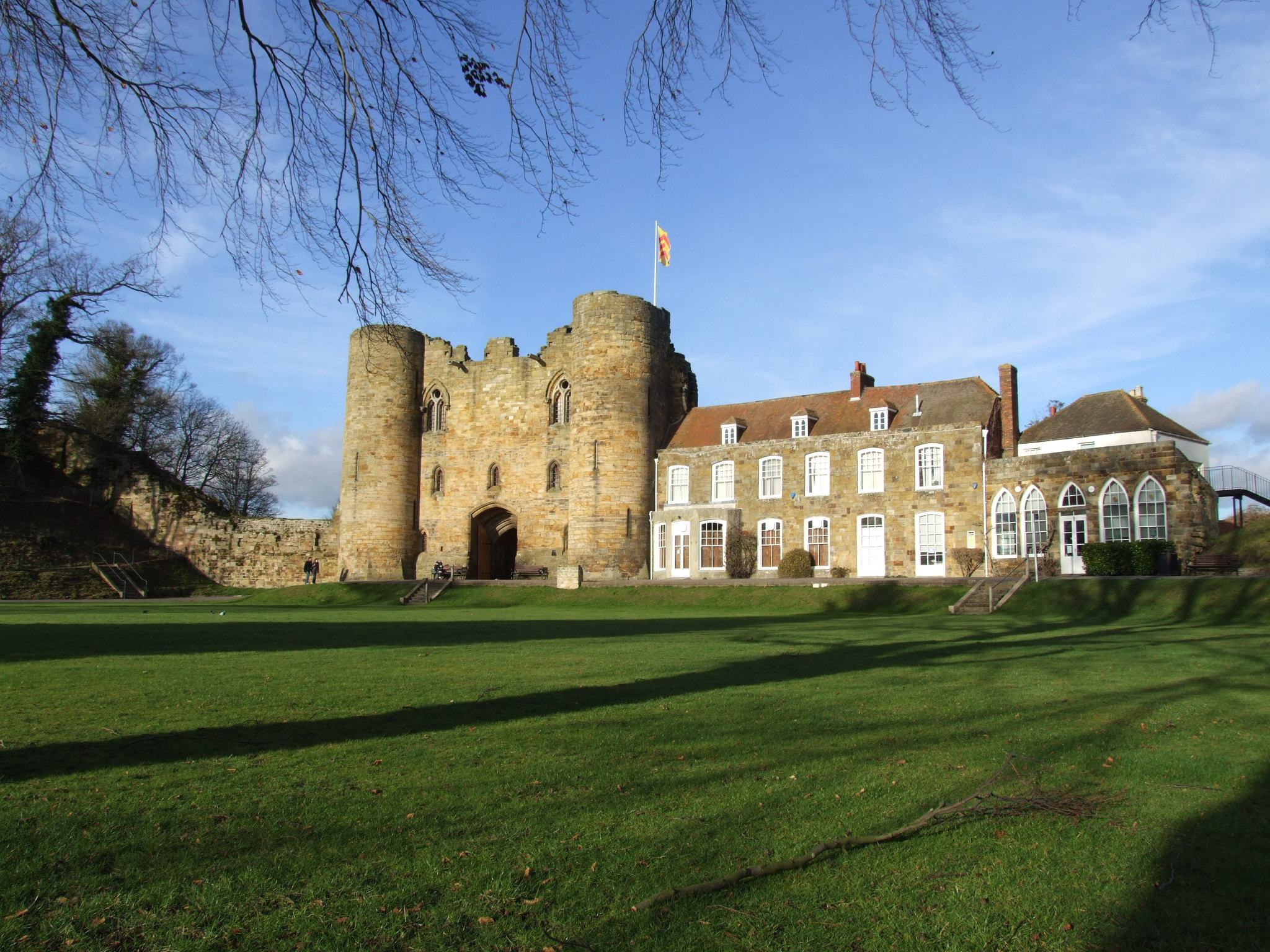
Тонбридж — родовой замок де Клеров в Кенте

Род де Клер ведёт своё происхождение от Жоффруа де Брионна (ум. ок. 1023), одного из побочных сыновей Ричарда I, герцога Нормандии, от неизвестной конкубины. Согласно средневековому хронисту Роберту де Ториньи, в конце X века Жоффруа был дарован титул графа д’Э (Верхняя Нормандия). В то же время, по свидетельству Ордерика Виталия, Жоффруа являлся графом Брионна (долина Рисля, Центральная Нормандия). Сын Жоффруа Гилберт Криспин, очевидно, унаследовал графство Э и замок Брионн, и являлся одним из крупнейших нормандских баронов второй четверти XI века. По легенде, он был убит в 1040 или 1041 году во время восстания баронов против малолетнего герцога Вильгельма II, будущего Вильгельма Завоевателя. Сыновья Гилберта Ричард и Бодуэн нашли убежище во Фландрии, а позднее вернулись в Нормандию, получив от герцога Вильгельма значительные земельные пожалования в южной части Нижней Нормандии.
Ричард Фиц-Гилберт (ум. 1090), сеньор де Бьенфет и д'Орбек, принял активное участие в нормандском завоевании Англии в 1066 году, сражался вместе с Вильгельмом Завоевателем в битве при Гастингсе и получил обширные земельные владения в Суффолке и некоторых других английских графствах. В своих новых землях Ричард возвёл замки Клер (Суффолк) и Тонбридж (Кент). По названию первого из них Ричард Фиц-Гилберт и его потомки стали использовать фамилию де Клер. В 1088 году Ричард присоединился к мятежу англонормандской аристократии против короля Вильгельма II Руфуса. Перед своей смертью он разделил свои владения между сыновьями: старшему Роджеру (ум. ок. 1131) достались земли в Нормандии, тогда как второй сын Гилберт (ум. ок. 1114) получил земли и замки в Англии, став основателем английского рода де Клер.

## Основные представители

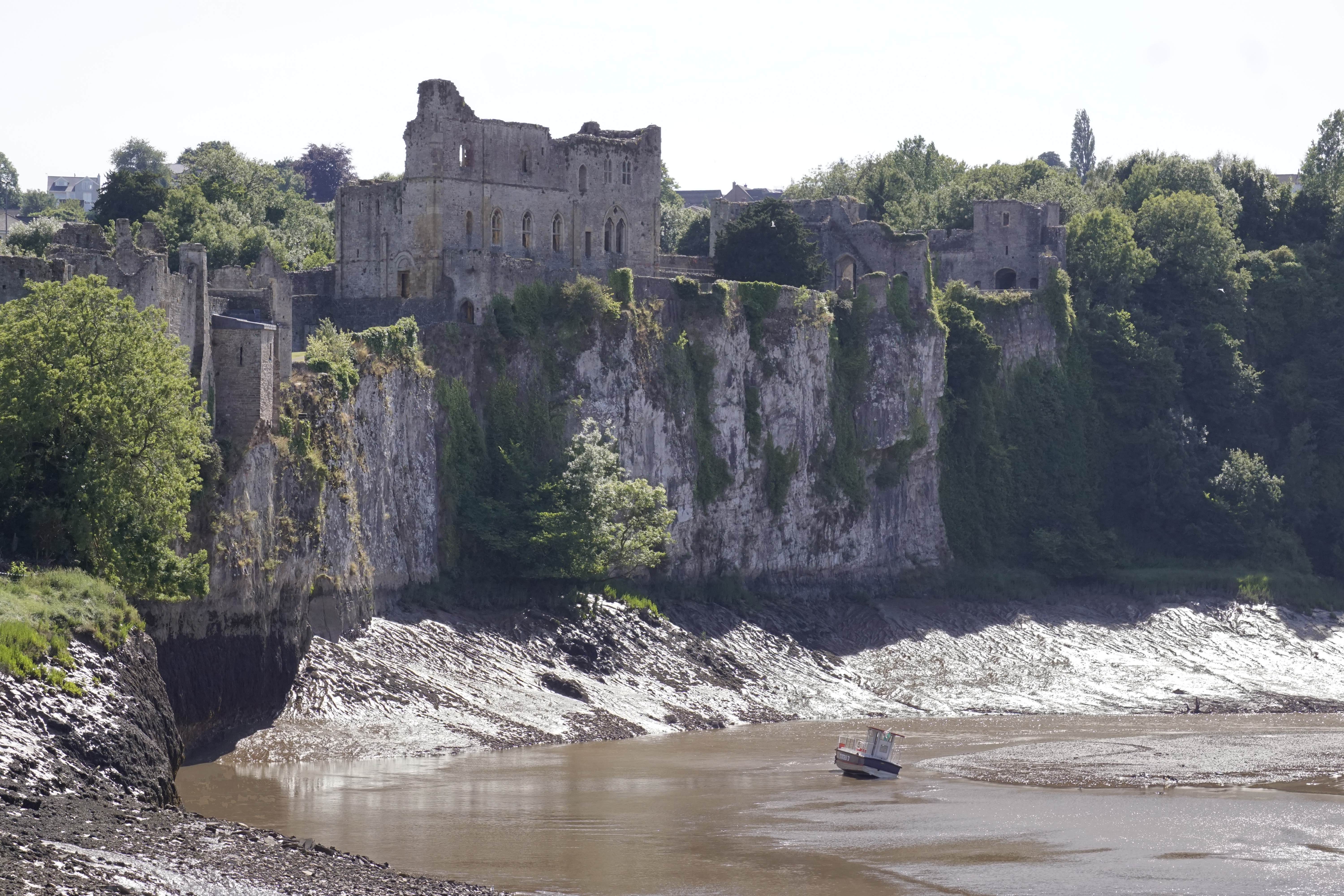
Чепстоу — замок младшей линии де Клеров

В доме де Клер существовала традиция давать при рождении детям мужского пола имена Ричард или Гилберт, чередуя их по поколениям, в результате чего среди представителей этого рода большое количество персоналий с одинаковыми именами: Ричард Фиц-Гилберт или Гилберт Фиц-Ричард (приставка Фиц указывала на имя отца её носителя), что создаёт определённые трудности при работе с источниками. Кроме того, современники зачастую именовали представителей этого рода титулом граф де Клер, хотя официально такого титула не существовало: де Клеры носили титулы графов Хартфорд или графов Пембрук, позднее — графов Глостер. Практика употребления в отношении де Клеров фамилии с титулом, однако, не была уникальной: графы Суррей из дома де Варенн в источниках также часто именуются просто графами де Варенн.
Основатель английского рода де Клер Гилберт Фиц-Ричард (ум. 1115) и его брат Роджер (ум. 1130) занимали видные места в королевской администрации в период правления Вильгельма II и Генриха I, а также, по одной из версий, были организаторами убийства Вильгельма II на охоте в 1100 году (Вальтер Тирел, убийца короля, был женат на сестре братьев де Клер). С Гилбертом Фиц-Ричардом также связано проникновение рода де Клер в Уэльс, который в дальнейшем стал главной территориальной основой могущества де Клеров: в 1111 году Гилберт получил в лен Кередигион, недавно завоёванный англичанами, где укрепил замок Кардиган. Двое сыновей Гилберта Фиц-Ричарда положили начало двум ветвям дома де Клер. Старший — Ричард Фиц-Гилберт (ум. 1136) в 1135 году был пожалован титулом графа Хартфорда, однако уже в следующем году был убит в Монмутшире валлийцами, что послужило толчком к массовому восстанию в Уэльсе и временному свержению англонормандской власти в Кередигионе и других областях Южного Уэльса. Потомки Ричарда Фиц-Гилберта из старшей линии де Клеров продолжали носить титул графов Херефорда, однако в XII веке их роль в английской истории была незначительной в сравнении с деяниями представителя младшей линии де Клеров — Ричарда Стронгбоу, 2-го графа Пембрук.

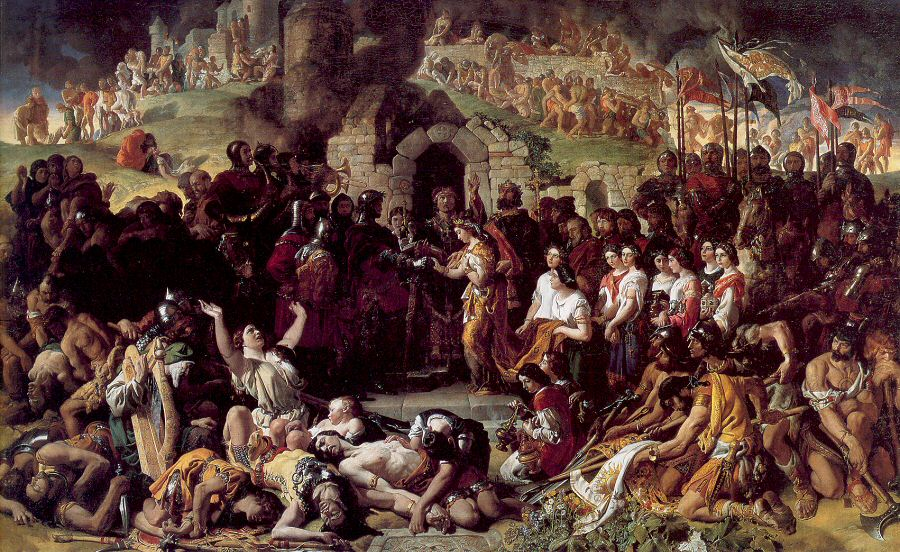
Свадьба Ричарда Стронгбоу и наследницы ирландского королевства Лейнстер. Картина Д. Маклайса, сер. XIX в.

Ричард Стронгбоу был сыном Гилберта Фиц-Гилберта (ум. 1148), младшего сына Гилберта Фиц-Ричарда, получившего в 1138 году титул графа Пембрук. Владения младшей линии де Клеров располагались в Южном Уэльсе (в долине Уска (замки Чепстоу и Уск) и в Пембрукшире), а также в Суссексе (Певенси) и Нормандии (Бьенфет и Орбек). В период феодальной анархии графы Пембрук длительное время поддерживали короля Стефана, что после прихода к власти Генриха II Плантагенета стало одной из причин конфискации титула графа Пембрука и соответствующих владений. Это, в свою очередь, способствовало тому, что политика Ричарда Стронгбоу стала ориентироваться на Ирландию: в 1169 году Ричард возглавил первое вторжение англонормандских баронов в Ирландию и захватил Уэксфорд, Уотерфорд и Дублин. В 1171 году Ричард де Клер был провозглашён королём Лейнстера. Под давлением Генриха II он был вынужден передать приморские области английскому королю, однако сохранил за собой внутренние регионы юго-восточной Ирландии в качестве наследственного лена. За помощь в подавлении восстания сыновей Генриха II Ричард в 1173 году получил должность юстициара Ирландии и замки Уэксфорд и Уиклоу. Однако в 1176 году Ричард Фиц-Гилберт скончался. Его владения и замки перешли под власть короля, а позднее были переданы Уильяму Маршалу, который женился на дочери Ричарда Изабелле де Клер.
После прекращения младшей линии де Клеров на первый план вновь вышли представители старшей ветви. Ричард де Клер, 4-й граф Хартфорд (ум. 1217), был одним из лидеров движения английских баронов начала XIII века, завершившегося утверждением Великой хартии вольностей в 1215 году. Кроме того, женитьбой на Амиции, дочери и наследнице Уильяма Фиц-Роберта, 2-го графа Глостера, Ричард обеспечил закрепление за де Клерами титула графов Глостер и их обширных владений в западноанглийских графствах и южном Уэльсе, включая Бристоль, Гламорганскую долину и Гвинллуг. Ему также удалось добиться получения половины земель графов Бекингем с замком Лонг-Крендон и владениями в Бакингемшире, Кембриджшире и Бедфордшире. Сын Ричарда и Амиции Гилберт де Клер, 5-й граф Хартфорд и 1-й граф Глостер (ум. 1230), ещё более увеличил могущество дома де Клер, взяв в жёны Изабеллу Маршал, одну из наследниц земель дома Маршал и младшей линии де Клеров. Этот брак сделал Гилберта де Клера одним из богатейших баронов Англии: по данным средневековых источников только со своих владений в английских графствах Гилберт выставлял в королевскую армию более 450 рыцарей.
Сын Гилберта Ричард де Клер, 6-й граф Хартфорд (ум. 1262), стоял у истоков баронского движения 1258—1265 гг. и государственных реформ 1258—1259 гг. и был соратником Симона де Монфора, а его сестра Изабелла де Клер (ум. 1264) вышла замуж за Роберте Брюса, 5-го лорда Аннандейла, претендента на шотландский престол и основателя шотландской королевской династии Брюсов.

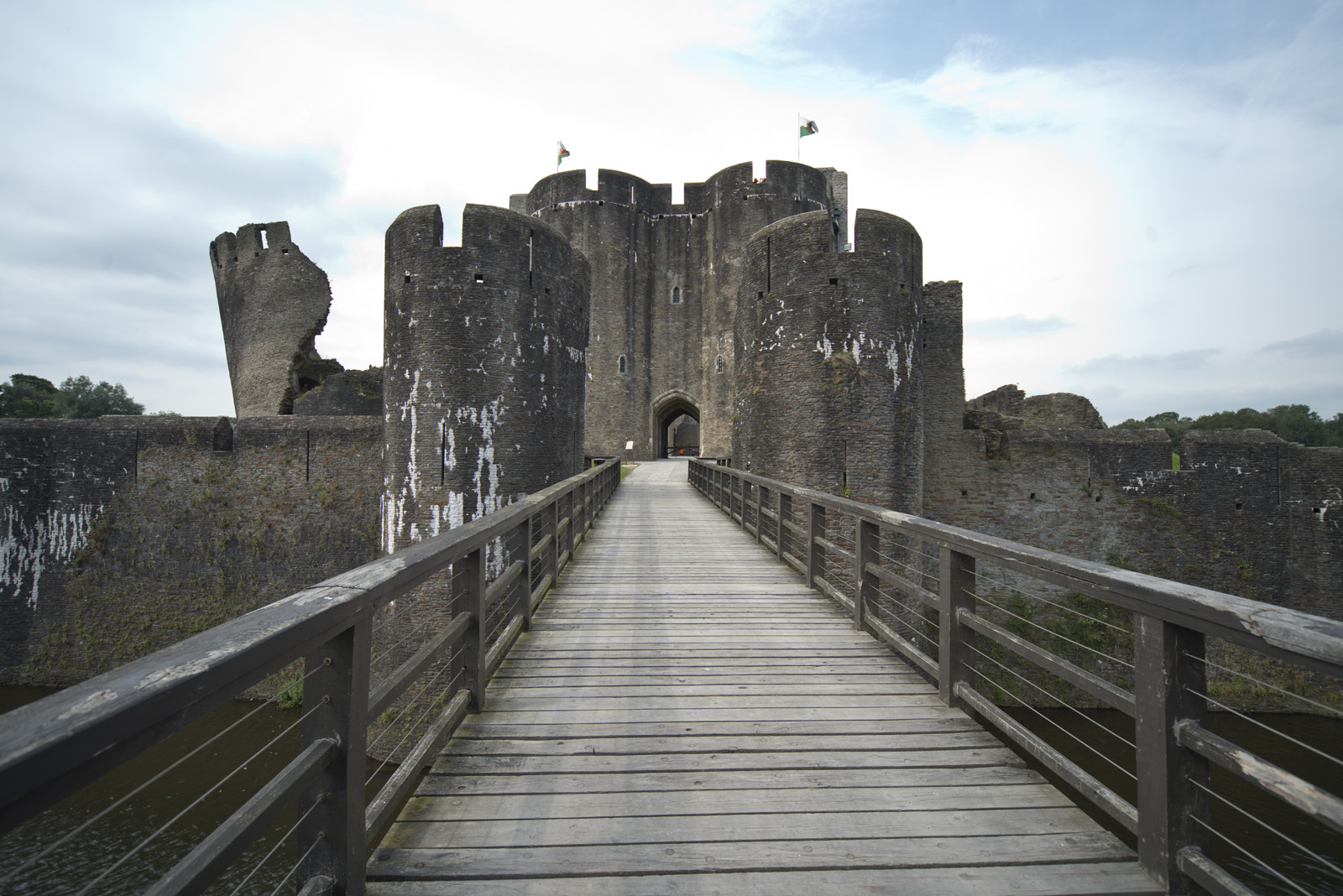
Замок Кайрфилли, основанный Гилбертом «Рыжим»

После смерти в 1262 году Ричарда де Клера во главе дома де Клер встал его сын Гилберт де Клер, 7-й граф Хартфорд (ум. 1295), по прозвищу «Рыжий». В молодости Гилберт принял активное участие в баронской войне 1263—1265 гг. Сначала он сражался на стороне Симона де Монфора и был одним из руководителей войск баронов в битве при Льюисе в 1264 году, во время которой взял в плен короля Генриха III, однако позднее Гилберт Рыжий перешёл на сторону принца Эдуарда и участвовал в битве при Ившеме в 1265 году, что обеспечило ему сохранение владений и титулов де Клеров после поражения восстания. Центр интересов Гилберта де Клера находился в Уэльсе. В 1268 году он заложил мощный замок Кайрфилли, ставший базой для возобновления английской экспансии в Южном Уэльсе. После завершения завоевания Уэльса королём Эдуардом I Гилберт де Клер оставался самым богатым и влиятельным бароном Валлийской марки и являлся классическим представителем старой англонормандской земельной аристократии, терявшей свои позиции в условиях укрепления королевской власти и централизации государственной администрации при Эдуарде I. После смерти Гилберта Рыжего в 1295 году владения дома де Клер перешли под управление его вдовы Джоанны Акрской, дочери короля Эдуарда I. Лишь с её смертью в 1307 году они были возвращены наследнику Гилберта Рыжего Гилберту де Клеру, 8-му графу Хартфорд и 4-му графу Глостер. Однако спустя семь лет юный граф погиб в сражении при Бэннокберне, не оставив наследников мужского пола.
Со смертью Гилберта де Клера в 1314 году прямая мужская линия рода де Клер пресеклась. Обширные владения де Клеров в Англии, Уэльсе и Ирландии были разделены между тремя сестрами последнего графа Хартфорда и Глостера — Элинор (ум. 1337), Маргарет (ум. 1342) и Элизабет (ум. 1360), от которых перешли к их супругам и наследникам из дворянских родов Деспенсер, де Бург, Одли и Мортимер. До 1321 года продолжала существовать боковая мужская линия де Клеров, представленная потомками Томаса де Клера (ум. 1287), младшего брата Гилберта Рыжего, канцлера Ирландии (с 1276) и лорда Томонда. Владения представителей этой ветви располагались в северном Мунстере, на территории современного ирландского графства Клэр, названного в их честь.

## Генеалогия

### Лорды де Клер, графы Хартфорд и Пембрук
Жоффруа де Брионн (ум.1015), граф д’Э (с 996), побочный сын Ричарда I, герцога Нормандии;
1. Гилберт Криспин (уб. 1040), граф д’Э, по некоторым источникам — граф Брионна; жена: Гуннора, племянница Гилберта, графа Брионна;
  1. Ричард Фиц-Гилберт (1035—1090), сеньор Бьенфета и Орбека, лорд Тонбридж и Клер; жена: Рогеза Жиффар, сестра Вальтера Жиффара, 1-го графа Бекингем;
    1. Роджер (ум. 1130), сеньор де Бьенфет и де Орбек (с 1090), участник битвы при Бремюле (1119);
    2. Гилберт Фиц-Ричард (ум. 1117), лорд де Клер и Тонбридж (с 1090), лорд Кардигана (с 1111); жена: Аделиза де Клермон, дочь Гуго, графа де Клермон-ан-Бовези;
      1. Ричард де Клер (уб. 1136), 1-й граф Хартфорд (с 1135?), лорд де Клер, Тонбридж и Кардиган (с 1117); жена: Аделиза Честерская, дочь Ранульфа ле Мешена, графа Честера;
        1. Гилберт де Клер (ум. 1152), 2-й граф Хартфорд (с 1138?), лорд де Клер и Тонбридж;
        2. Роджер де Клер (ум. 1173), 3-й граф Хартфорд (с 1135), лорд де Клер и Тонбридж; жена: Мод де Сент-Хилар, дочь Джеймса де Сент-Хилар;
          1. Ричард де Клер (ум. 1217), 4-й граф Хартфорд (с 1173), лорд де Клер и Тонбридж; лорд Лонг-Крендон (с 1164), лорд Сент-Хилар (с 1195); жена (ок. 1180): Амиция Глостерская (ум. 1225), дочь Уильяма Фиц-Роберта, графа Глостера; 
Далее см. ниже: графы Глостер и Хартфорд.
          2. Джон де Клер;
          3. Мабель де Клер; муж: Вильгельм Элион;
          4. Авелина де Клер (ум. 1225); 1-й муж: Вильгельм де Моншесней; 2-й муж (1205): Жоффруа Фиц-Пирс (ум. 1213), граф Эссекс;
          5. Мод де Клер; муж: Роджер де Ласи (ум. 1211), сын Джона де Ласи, констебля Честера;

        3. Аделиза де Клер (ум. до 1166); муж: Вильгельм де Перси (ум. 1174)
        4. Ричард де Клер (ум. 1190); жена: Алиса де Стампфорд, дочь Жоффруа Фиц-Бодуэна;
        5. Рохеза де Клер; 1-й муж: Гилберт де Гант (ум. 1156), граф Линкольн; 2-й муж: Роберт Фиц-Роберт, стюард Вильгельма де Перси;
        6. Агнесса де Клер; муж: Ричард Скроуп;
        7. Алиса де Клер; муж: Кадваладр ап Грифид (ум. 1172), сын Грифида ап Кинана, короля Гвинеда;
        8. Люси де Клер (ум. после 1155); муж: Бодуэн де Ревьер (ум. 1155), граф Девон;

      2. Гилберт де Клер (ум. 1148), 1-й граф Пембрук (с 1138), сеньор де Бьенфет и де Орбек (с 1130), лорд Нетервент (с 1138); жена: Изабелла де Бомон (ум. после 1172), дочь Роберта де Бомона, графа де Мёлан и 1-го графа Лестер, любовница короля Генриха I;
        1. Ричард Стронгбоу (ум. 1176), 2-й граф Пембрук (до 1153), лорд Нетервент (с 1148), лорд Лейнстера (с 1171); жена (1171): Ева Мак-Мюрро (ум. после 1189), дочь Дермота Мак-Мюрро, короля Лейнстера;
          1. Гилберт де Клер (ок. 1172—1185);
          2. Изабелла де Клер, графиня Пембрук (ум. 1220); муж (1189): Уильям Маршал (ум. 1219), 1-й граф Пембрук, лорд Нетервента и Лейнстера;

        2. Басилея де Клер; 1-й муж: Раймонд Фиц-Джеральд Толстый, констебль Лейнстера; 2-й муж: Жоффруа Фиц-Роберт, стюард Лейнстера;

      3. Эрве де Клер (уп. в 1140), участник нормандской экспансии в Уэльс;
      4. Вальтер де Клер, участник Второго крестового похода в 1147;
      5. Болдуин де Клер (ум. 1154), лорд Бурна; жена: Аделина де Роллос;
      6. Маргарита де Клер (ум. 1189); муж: Вильгельм де Монфишер, лорд Станстеда;
      7. Алиса де Клер (ум. 1169); муж: Обри II де Вер (ум. 1141), лорд-камергер Англии;
      8. Рохеза де Клер (ум. до 1166); муж: Бадерон де Монмут (ум. в 1170-х);

    3. Вальтер де Клер (ум. 1138), лорд Нетервента (юго-восточный Уэльс), получивший эти земли после их конфискации у Роджера Фиц-Вильяма, графа Херефорда, за участие в мятеже трёх графов в 1075 году, основатель аббатства Тинтерн (1131); жена: Изабелла де Тосни (ум. после 1138);
    4. Ричард де Клер (ум. 1107), монах монастыря Бек в Нормандии, аббат Или (с 1100);
    5. Роберт де Клер (ум. 1134), лорд Литтл-Данмоу (Эссекс) и замка Байнардс (Лондон); жена (1112): Матильда де Санлис (ум. 1140), дочь Симона I де Санлис, графа Нортгемптона. От Роберта де Клера происходит дом Фиц-Вальтер (пресёкся в 1432 году), один из представителей которого, Роберт Фиц-Вальтер, был активным участником движения баронов против Иоанна Безземельного, приведшего к подписанию Великой хартии вольностей;
    6. Аделиза де Клер; муж: Вальтер Тирел (ум. после 1100);
    7. Рохеза де Клер (ум. 1121); муж: Эдо Дапифер (ум. 1120), лорд-стюард Англии;

  2. Бодуэн Фиц-Гилберт (ум. 1096), сеньор де Ле-Сап и де Мёле, лорд Оукхемптона, шериф Девона; жена: Альберада;
    1. Вильгельм Фиц-Бодуэн (ум. 1096), лорд Оукхемптона, шериф Девона;
    2. Роберт Фиц-Бодуэн (ум. 1101), кастелян Брионна, лорд Оукхемптона, шериф Девона;
    3. Ричард Фиц-Бодуэн (ум. 1137), лорд Оукхемптона;
    4. Адела Фиц-Бодуэн.

### Графы Глостер
Ричард де Клер (ум. 1217), 4-й граф Хартфорд (с 1173), лорд де Клер и Тонбридж; лорд Лонг-Крендон (с 1164), лорд Сент-Хилар (с 1195); жена (ок. 1180): Амиция (ум. 1225), графиня Глостер (c 1210), дочь Уильяма Фиц-Роберта, графа Глостера;
1. Гилберт де Клер (ум. 1230), 5-й граф Хартфорд и 1-й граф Глостер, лорд де Клер, Тонбридж, Сен-Хилар и др.; жена (1217): Изабелла Маршал (1200—1240), дочь Уильяма Маршала (ум. 1219), 1-го графа Пембрук и лорда Лейнстера и Нетервента;
  1. Амиция де Клер (1220—1283); 1-й муж (1226): Болдуин де Ревьер (ум. 1245), граф Девон; 2-й муж: Роберт де Гин, бургграф Гента (ум. 1283);
  2. Ричард де Клер (1222—1262), 6-й граф Хартфорд и 2-й граф Глостер, сеньор Уска и Килкенни (с 1246); 1-я жена (1237, разв.): Маргарита де Бург (ум. 1237), дочь Хьюберта де Бурга, графа Кента; 2-я жена (1238): Мод де Ласи (ум. 1289), дочь Джона де Ласи, графа Линкольна;
    1. Изабелла де Клер (1240—1271), муж (1258): Вильгельм VII (ум. 1292), маркграф Монферрата;
    2. Гилберт «Рыжий» де Клер (1243—1295), 7-й граф Хартфорд и 3-й граф Глостер; 1-я жена (1254, анн. 1285): Алиса де Лузиньян (ум. 1290), дочь Гуго де Лузиньяна, графа де ла Марш; 2-я жена (1290): Джоанна Акрская (ум. 1307), дочь Эдуарда I, короля Англии;
      1. (от 1-го брака) Изабелла де Клер (1263—1322); муж (1316): Морис де Беркли (ум. 1338);
      2. (от 1-го брака) Джоанна де Клер (1264—1322); 1-й муж (1284): Дункан Макдафф, граф Файфа (ум. 1288); 2-й муж (до 1302): Жерве Авенель (ум. ок. 1322);
      3. (от 2-го брака) Гилберт де Клер (1291—1314), 8-й граф Хартфорд и 4-й граф Глостер, погиб в битве при Бэннокберне; жена (1308): Мод де Бург (ум. 1320), дочь Ричарда де Бурга, графа Ольстера;
      4. (от 2-го брака) Элинор де Клер (около 1292—1337), наследница Гламоргана (1317) и Тьюксбери (1320); 1-й муж (1306): Хью Деспенсер Младший (казнён в 1326); 2-й муж (1327): Уильям ла Зуш (умер в 1337), 1-й лорд Мортимер;
      5. (от 2-го брака) Маргарет де Клер (около 1293—1342), наследница Тонбриджа (1317); 1-й муж (1307): Пирс Гавестон, граф Корнуолл (казнён в 1312); 2-й муж (1317): Хью д’Одли (умер в 1347), граф Глостер (с 1337);
      6. (от 2-го брака) Элизабет де Клер (ок. 1295—1360), наследница Клера (1317), Чепстоу и Карлеона (1320), покровительница колледжа Клер в Кембриджском университете; 1-й муж (1308): Джон де Бург (умер в 1313); 2-й муж (1316): Теобальд Верденский (умер в 1316); 3-й муж (1317): Роджер Дамори, 1-й барон Дамори (умер в 1322);

    3. Томас де Клер, 1-й барон Томонд (умер в 1287), лорд Томонда (1276), канцлер Ирландии (с 1276); жена (1275): Юлианна Фиц-Морис, дочь Мориса Фиц-Мориса, юстициара Ирландии;
      1. Гилберт де Клер (1281—1308), лорд Томонда (с 1299); жена: Изабелла (ум. 1322);
      2. Ричард де Клер (после 1281—1318); жена: Иоанна (ум. 1322);
        1. Томас де Клер (1318—1321), последний представитель дома де Клер мужского пола;

      3. Мод де Клер (ум. до 1327); 1-й муж: Роберт де Клиффорд (ум. 1314); 2-й муж: Роберт де Велле (ум. ок. 1322);
      4. Маргарита де Клер (ум. до 1327); 1-й муж (1289): Гилберт де Умфравиль (ум. ок. 1307); 2-й муж (1312): Бартелемью де Бадлесмор (казн. 1322);
      5. (незаконнорожд.) Ричард (ум. 1338), священник;

    4. Бого де Клер (1248—1294), казначей архиепископа Йоркского, канцлер епископа Лландафского;
    5. Маргарет де Клер (1250—1312); муж (1272, разв. 1293): Эдмунд Алеманский, 2-й граф Корнуолл (ум. 1300);
    6. Рохеза де Клер (1252—1299); муж (1270): Роджер де Моубрей (ум. 1297);
    7. Эглантина (р. и ум. 1257);

  3. Изабелла де Клер (1226—1264); муж (1240): Роберт Брюс, 5-й лорд Аннандейла (ум. 1294), претендент на престол Шотландии. Их внук: Роберт Брюс, король Шотландии;
  4. Уильям де Клер (1228—1258), участник баронского движения 1258 г., комендант Винчестера, предположительно отравлен по наущению братьев короля Генриха III;
  5. Гилберт де Клер (1229—1244), священник;
2. Ричард де Клер (уб. 1228), участник экспедиции Генриха III в Гасконь в 1225—1226 гг.;
3. Матильда де Клер; 1-й муж: Роджер де Ласи, лорд Понтефракта; 2-й муж: Уильям де Браоз (ум. 1210), старший сын Уильяма де Браоза, 4-го лорда Брамбера;
4. Джоанна де Клер; муж: Рис ап Рис (ум. 1234), сын Риса ап Грифида, короля Дехейбарта.